# Октябрьский сельсовет (Сосновский район)
Октябрьский сельсовет — сельское поселение в Сосновском районе Тамбовской области Российской Федерации.
Административный центр — село Третьи Левые Ламки.

## История
Статус и границы сельского поселения установлены Законом Тамбовской области от 17 сентября 2004 года № 232-З «Об установлении границ и определении места нахождения представительных органов муниципальных образований в Тамбовской области».

## Население
| 2010  | 2012  | 2013  | 2014  | 2015  | 2016  | 2017  |
| ----- | ----- | ----- | ----- | ----- | ----- | ----- |
| 2223  | ↘2175 | ↘2153 | ↘2117 | ↘2068 | ↘2029 | ↘1990 |
| 2018  | 2019  | 2020  | 2021  |       |       |       |
| ↘1958 | ↘1903 | ↘1863 | ↗2010 |       |       |       |

## Состав сельского поселения
| № | Населённый пункт   | Тип населённого пункта       | Население |
| - | ------------------ | ---------------------------- | --------- |
| 1 | Левые Ламки 1-е    | село                         | 403       |
| 2 | Правые Ламки       | село                         | 824       |
| 3 | Третьи Левые Ламки | село, административный центр | 996       |